# Сить (приток Кубены)
Сить — река в Вологодской области России.

## География
Протекает по территории Харовского и Вожегодского районов. Исток — на южных склонах Верхневажской возвышенности, верхнее и среднее течение — по озёрно-ледниковой заболоченной равнине. Севернее города Харовска впадает в реку Кубену в 89 км от её устья по правому берегу. Длина реки составляет 97 км, площадь водосборного бассейна — 1860 км².

## Гидрология
Русло извилистое, ширина которого в верхнем течении — 15—17 м, в нижнем — до 45 м. Дно песчано-каменистое, глубина — до 1,5 м, скорость течения — 0,3—0,6 м/с, уклон — 0,57 м/км. Ширина долины в нижнем течении — 0,8—1,0 км. Средний годовой расход воды в районе деревни Козлиха составляет 13,6 м³/с, годовой сток ≈ 0,5 км³, модуль стока равен 8,5 л/с · км².

## Данные водного реестра
По данным государственного водного реестра России и геоинформационной системы водохозяйственного районирования территории РФ, подготовленной Федеральным агентством водных ресурсов:
- Бассейновый округ — Двинско-Печорский
- Речной бассейн — Северная Двина
- Речной подбассейн — Малая Северная Двина
- Водохозяйственный участок — озеро Кубенское и река Сухона от истока до Кубенского гидроузла
- Код водного объекта — 03020100112103000005894

### Притоки
(указано расстояние от устья)
- 20 км: река Уненга (пр)
- 21 км: река Пундуга (лв)
- 21 км: река Печеньга (лв)
- 23 км: река Вондожь (пр)
- 31 км: река Нижняя Кизьма (пр)
- 35 км: река Пухменьга (лв)
- 38 км: река Яхреньга (пр)
- 55 км: река Еремица (лв)